# Raparna bipuncta
Raparna bipuncta är en fjärilsart som beskrevs av W. Warren och Rothschild 1905. Raparna bipuncta ingår i släktet Raparna och familjen nattflyn. Inga underarter finns listade.